# 国旗への宣誓 (大韓民国)
国旗への宣誓（こっきへのせんせい、朝鮮語: 국기에 대한 맹세 / 國旗에 對한 盟誓）とは、大韓民国への忠誠心の宣誓である。朴正煕政権時代の1972年に制定され、しばしば大韓民国の公式行事で暗誦される。代表的な例が大韓民国議会で、国会の会期は「国旗への宣誓」の暗誦で開始される。
現在の「国旗への宣誓」は以下の通りである。
| 「 | 나는 자랑스러운 태극기 앞에 자유롭고 정의로운 대한민국의 무궁한 영광을 위하여 충성을 다할 것을 굳게 다짐합니다. 나는 자랑스러운 太極旗 앞에 自由롭고 正義로운 大韓民國의 無窮한 榮光을 爲하여 忠誠을 다할 것을 굳게 다짐합니다. （私は誇らしい太極旗の前で、自由で正義のある大韓民国の無窮なる栄光のために忠誠を尽くすことを固く誓います） | 」 |

国旗規則により、国旗への宣誓は大韓民国の国旗に顔を向け、右手を左胸の上に置き、起立して暗誦しなければならないと定められている。軍服を着ている場合は無言のまま国旗に顔を向け、軍隊式の敬礼を行う。